# Victor Klemming
Victor Leonard Klemming, född 7 maj 1853 i Stockholm, död där 6 oktober 1922, var en svensk ingenjör och överdirektör. Han var brorson till Gustaf Edvard Klemming samt bror till Wilhelm och Anna Klemming.
Klemming blev student 1871, utexaminerades från Teknologiska institutet 1873, varefter han omedelbart inträdde i Statens Järnvägars tjänst, där han blev ritare 1875 samt avancerade till överdirektör och chef för maskinavdelningen 1903 och, efter Järnvägsstyrelsens omorganisation, var överdirektör och souschef 1908–1913. 
I tekniskt avseende gjorde Klemming Statens Järnvägar synnerligen stora tjänster, främst beträffande den rullande materielens ekonomi – anskaffandet av moderna, bränslebesparande lokomotiv i stället för äldre oekonomiska typer och kraftigare vagnar – samt verkstädernas förseende med arbets- och tidsbesparande maskinell utrustning. Vid elektrifieringen av Malmbanan och inrättandet av ångfärjeförbindelsen Trelleborg–Sassnitz hade hans personlighet därjämte mycket att betyda. Klemmings framgångsrika verksamhet vid statsbanorna var indirekt betydelsefull även för landets enskilda järnvägar, därigenom, att de efter hand stegrade trafikkraven, tack vare hans stora insatser, snabbare kunde mötas med lämpligare transportmateriel.